# Обломок империи
«Обломок империи» («Господин фабком») — советский немой художественный фильм-драма 1929 года режиссёра Фридриха Эрмлера. 
В 1967 году фильм был озвучен музыкой композитора Владимира Дешевова.
Согласно французским исследователям, является советской адаптацией повести Бальзака о вернувшемся ветеране Наполеоновских войн «Полковник Шабер».

## Сюжет
Действие фильма разворачивается в небольшом населённом пункте во время Гражданской войны. Железнодорожная платформа местной станции завалена трупами. Вдруг станционная сторожиха, снимая с убитых сапоги, обнаруживает, что один из красноармейцев подаёт признаки жизни. Она и контуженный унтер-офицер Филимонов приносят его в дом. Там красноармеец приходит в себя и, мучаясь от жажды, отталкивает от недавно ощенившейся собаки детёнышей и жадно начинает сосать молоко. В этот момент в помещение заходит белый офицер и убивает собаку. Тифозного красноармейца он трогать не стал, решив, что тот и так умрёт. Тогда Филимонов бессознательно пытается помочь красноармейцу, кормит его.
Дальнейшее действие фильма происходит в 1928 году. Филимонов по-прежнему ничего не помнит. Однако вот в окне вагона поезда мелькает знакомое женское лицо, и память возвращается к бывшему унтер-офицеру. Он вспоминает подробности своей военной службы, вспоминает, что он раньше жил в Петербурге и что у него была жена. Он решает возвратиться туда. Однако по прибытии прежнего Петербурга Филимонов не видит: кругом строятся новые высокие здания, а в центре площади возвышается памятник Ленину. Напуганный и растерянный Филимонов идёт в адресное бюро, но там ему сообщают, что место жительства его жены неизвестно. Тогда он направляется к своему бывшему хозяину, который раньше владел фабрикой.
Растроганный поведением Филимонова, который обращался к нему исключительно «барин», бывший фабрикант выдаёт ему рекомендательную записку, с ней бывший унтер-офицер отправляется на фабрику. Там выясняется, что нынешний фабком — тот самый спасённый Филимоновым красноармеец, поэтому Филимонов без всяких препятствий становится рабочим на ткацкой фабрике. Однако Филимонов никак не может понять, на кого он работает, кому он служит. Он с недоумением смотрит на женщину-директора, пытается спрятать «Правду» и в итоге не выдерживает и выбегает с криком: «Кто хозяин?!». Рабочие завода подходят к нему, успокаивают и объясняют, кто «хозяин».
Вскоре Филимонов находит свою жену, Наташу, которая, считая его погибшим, вышла замуж за культработника, который читает лекции о новом быте. Однако в жизни он — обыкновенный домашний тиран, который оскорбляет жену, постоянно придирается к ней. Филимонов предлагает Наташе уйти с ним. Она неуверенно смотрит на него, качает головой — пути назад уже нет. «Жалкие обломки империи!» — произносит на прощание Филимонов и собирается уйти из этого дома. Наташа колеблется, но так и не решается последовать за бывшим мужем. «Конец», — говорит она. Но Филимонов не унывает. Он уходит со словами: «Конец ли? У нас ещё много работы, товарищи».

## В ролях
- Фёдор Никитин — Филимонов, унтер-офицер
- Людмила Семёнова — Наталья, его бывшая жена
- Валерий Соловцов — её новый муж, культработник
- Яков Гудкин — Яков, раненый красноармеец
- Вячеслав Висковский — бывший хозяин фабрики
- Сергей Герасимов — меньшевик
- Варвара Мясникова — женщина в трамвае
- Урсула Круг — эпизод
- Александр Мельников — комсомолец (нет в титрах)
- Эмиль Галь — пассажир в поезде (нет в титрах)

## Издание на видео
В 2003 году фильм был выпущен киновидеообъединением «Крупный план» на видеокассете, в 2007 году — компанией «Восток В» на DVD.

## Реставрация
В 2019 году была окончена семилетняя реставрация фильма. Несколько месяцев продолжалась реставрация плёнки, остальное время — поиск материалов в мировых архивах и сравнение копий. Было обнаружено девять вариантов картины. Фильм был собран с пропущенными сценами, восстановленная версия стала на 30 минут длиннее.